# Solo (singel Blanki)
Solo – singel polskiej piosenkarki Blanki. Singel został wydany 23 września 2022.
Kompozycja zwyciężyła na koncercie Tu bije serce Europy! Wybieramy hit na Eurowizję!, stanowiącym polskie eliminacje i reprezentowała Polskę podczas 67. Konkursu Piosenki Eurowizji w Liverpoolu (2023).
Utwór znalazł się na 4. miejscu listy AirPlay – Top, najczęściej odtwarzanych utworów w polskich rozgłośniach radiowych. Nagranie otrzymało w Polsce status diamentowego singla, przekraczając liczbę 250 tysięcy sprzedanych kopii.

## Powstanie utworu i historia wydania
Utwór napisali i skomponowali Blanka Stajkow, Maria Broberg, Julia Sundberg, Maciej Puchalski, Mikołaj „Tribbs” Trybulec, Bartłomiej Rzeczycki i Marcin Górecki.
Singel ukazał się w formacie digital download 23 września 2022 w Polsce za pośrednictwem wytwórni płytowej Warner Music Poland w dystrybucji Ale Label, natomiast 22 maja 2023 ukazał się we Włoszech poprzez wytwórnię Warner.
31 grudnia 2022 wystąpiła z piosenką podczas Sylwestra marzeń organizowanego w Zakopanem. 22 lutego 2023 utwór został zaprezentowany telewidzom stacji TVP2 w programie telewizyjnym You Can Dance – Nowa generacja. 3 kwietnia piosenka została zaprezentowana przez piosenkarkę na koncercie promocyjnym w Tel Awiwie (Israel Calling). 29 kwietnia 2023 wykonała singel podczas finału The Voice Kids.
31 grudnia 2023 utwór został wykonany podczas Sylwestra z Dwójką emitowanego na antenie stacji TVP2 w Zakopanem.
Singel znalazł się na składance Eurovision Song Contest: Liverpool 2023 (wydana 28 kwietnia 2023).

## Konkurs Piosenki Eurowizji
15 lutego 2023 w programie Pytanie na śniadanie ujawniono listę uczestników koncertu Tu bije serce Europy! Wybieramy hit na Eurowizję! stanowiącego polskie eliminacje na 67. Konkurs Piosenki Eurowizji organizowany w Liverpoolu, w której znalazła się propozycja piosenkarki.
25 lutego 2023 członkowie Stowarzyszenia Miłośników Konkursu Piosenki Eurowizji OGAE Polska wytypowali piosenkę na 4. miejscu w plebiscycie „Faworyt OGAE Polska”. Dzień później wystąpiła z utworem jako dziewiąta z kolei i zwyciężyła polskie eliminacje. W związku z podejrzeniami o korupcję piosenka została odebrana bardzo chłodno, a o skandalu pisały również zagraniczne media.
Piosenka została zaprezentowana podczas drugiego półfinału i awansowała do finału. Podczas finału utwór został zaprezentowany jako 4 z kolei, otrzymała 12 punktów od jury i 81 punktów od widzów, ostatecznie z liczbą 93 punktów, singel znalazł się na 19. miejscu.

## „Solo” w stacjach radiowych
Nagranie było notowane na 4. miejscu w zestawieniu AirPlay – Top, najczęściej odtwarzanych utworów w polskich rozgłośniach radiowych.

## Teledysk
Do utworu powstał teledysk w reżyserii samej piosenkarki i Magic Mars, który udostępniono w dniu premiery singla za pośrednictwem serwisu YouTube.
Wideo znalazło się na 3. miejscu na liście najczęściej odtwarzanych teledysków przez telewizyjne stacje muzyczne.

## Odniesienie w popkulturze
Ze względu na specyficzną wymowę pierwszych dwóch wersów piosenka stała się internetowym memem i przedmiotem przeróbek. Sama Blanka stwierdziła, że ma dystans do pojawiających się memów, a w maju 2023 pojawiła się na ceremonii otwarcia Eurowizji w sukni z wielkim trenem, na którym znalazł się napis „Bejba”, czyli fonetyczny zapis pierwszego słowa jej piosenki. W czerwcu tego samego roku media poinformowały, że Blanka i jej wytwórnia Warner Music Polska złożyły do EUIPO zgłoszenie znaku słownego „Bejba”.

## Lista utworów
- Digital download[2]

1. „Solo” – 2:34

- Digital download – Christmas Bell Version[27]

1. „Solo” (Christmas Bell Version) [Live] – 2:43
2. „Solo” – 2:34

- Digital download – Audiosoulz Remix[28]

1. „Solo” (Audiosoulz Remix) – 2:38

- Digital download – Acoustic Version[29]

1. „Solo” (Acoustic) [Live] – 2:43
2. „Solo” – 2:34

- Digital download – Smyles Remix[30]

1. „Solo” (Smyles Remix) – 2:24

- Digital download – Sped Up Version[31]

1. „Solo” (Sped Up Version) – 2:11

- Digital download – Dance Break[32]

1. „Solo” (Dance Break) – 2:57

## Notowania
| Kraj            | Lista (2023)                      | Najwyższa pozycja |
| --------------- | --------------------------------- | ----------------- |
| Czechy          | Singles Digitál – Top 100         | 39                |
| Finlandia       | Suomen virallinen lista – Singlet | 24                |
| Grecja          | IFPI Greece                       | 24                |
| Irlandia        | Top 100 Singles                   | 85                |
| Islandia        | Tónlistinn                        | 11                |
| Litwa           | Singlų Top 100                    | 1                 |
| Niemcy          | Offizielle Download Charts Single | 36                |
| Polska          | Billboard Poland Songs            | 3                 |
| Polska          | OLiS – single w streamie          | 1                 |
| Szwecja         | Veckolista Heatseeker             | 3                 |
| Wielka Brytania | UK Singles Chart                  | 56                |

| Kraj    | Lista (2022–23)   | Najwyższa pozycja |
| ------- | ----------------- | ----------------- |
| Czechy  | Rádio – Top 100   | 12                |
| Łotwa   | Radio Hits        | 32                |
| Litwa   | Radio Hits        | 10                |
| Polska  | AirPlay – Top     | 4                 |
| Polska  | AirPlay – Nowości | 3                 |
| Polska  | AirPlay – TV      | 3                 |
| Ukraina | Radio Hits        | 166               |
| WNP     | Radio Hits        | 204               |

| Kraj   | Lista (2022)             | Pozycja |
| ------ | ------------------------ | ------- |
| Polska | AirPlay – Top            | 87      |
| Polska | Lista (2023)             | Pozycja |
| Polska | OLiS – single w streamie | 16      |

## Certyfikaty
| Kraj          | Certyfikat       | Sprzedaż |
| ------------- | ---------------- | -------- |
| Polska (ZPAV) | diamentowa płyta | 250 000+ |

## Wyróżnienia
| Rok  | Konkurs                  | Kategoria                   | Rezultat    |
| ---- | ------------------------ | --------------------------- | ----------- |
| 2022 | Gorąca 100               | 100 największych hitów 2022 | 89. miejsce |
| 2022 | Przebój roku RMF FM 2022 | Przebój roku                | 74. miejsce |